# Tommy Searle
Tommy Searle (Pembury, 13 juni 1989) is een Brits motorcrosser.

## Carrière
Searle maakte zijn debuut in het Wereldkampioenschap motorcross op zestienjarige leeftijd in 2005, in de MX2-klasse. Tijdens zijn thuis-Grand Prix scoorde hij meteen enkele punten In zijn eerste volledige seizoen in 2006 reed hij voor Kawasaki, en stond meteen tweemaal op het podium. Hij wist het seizoen af te sluiten als achtste. Vanaf 2007 werd Searle opgenomen in het fabrieksteam van  KTM. Hij won dat jaar zijn eerste Grand Prix, meteen voor eigen volk in Groot-Brittannië, en stond negen keer op het podium. Hij werd vice-wereldkampioen achter Antonio Cairoli. In 2008 wist Searle vijf Grands Prix te winnen en zesmaal op het podium te staan. Hij werd opnieuw vice-wereldkampioen, ditmaal achter zijn ploegmaat Tyla Rattray.
Vanaf 2009 ging Searle in de Verenigde Staten rijden, ook voor KTM. In zijn eerste outdoorseizoen stond hij driemaal op het podium en werd zesde in de eindstand. In de supercross ging het echter veel minder, en Searle raakte al snel geblesseerd. Ook in 2010 werd hij geplaagd door blessures en kwam Searle niet verder dan de veertiende plaats.
In 2011 keerde Searle terug naar het Wereldkampioenschap, opnieuw voor Kawasaki. Hij won dat jaar twee Grands Prix en behaalde negen keer het podium. Hij werd derde in de eindstand na het KTM-duo Ken Roczen en Jeffrey Herlings. In 2012 won hij zes Grands Prix en stond zevenmaal op het podium, maar verloor de wereldtitel aan Herlings. Vanaf 2013 komt Searle uit in de MX1-klasse. In zijn eerste jaar behaalde hij geen podia, maar was wel regelmatig en werd zesde in de eindstand. In 2014 geraakte Searle al vroeg in het seizoen geblesseerd en kwam zo niet verder dan de twaalfde plaats in de eindstand. Vanaf 2015 rijdt Searle terug voor het fabrieksteam van KTM. Ook dat seizoen geraakte hij meermaals geblesseerd en geraakte niet verder dan de vierentwintigste plaats.
Searle maakte ook al een aantal keer deel uit van de Britse ploeg voor de Motorcross der Naties.

## Palmares
| 1  | 26-08-2007 | Groot-Brittannië         | Donington Park      |
| 2  | 11-05-2008 | Bulgarije                | Sevlievo            |
| 3  | 15-06-2008 | Frankrijk                | Saint-Jean-d'Angély |
| 4  | 20-07-2008 | Zuid-Afrika              | Nelspruit           |
| 5  | 10-08-2008 | Tsjechië                 | Loket               |
| 6  | 14-09-2008 | Città di Faenza (Italië) | Faenza              |
| 7  | 05-06-2011 | Frankrijk                | Saint-Jean-d'Angély |
| 8  | 04-09-2011 | Europa (Duitsland)       | Gaildorf            |
| 9  | 22-04-2012 | Bulgarije                | Sevlievo            |
| 10 | 20-05-2012 | Brazilië                 | Beto Carrero        |
| 11 | 17-06-2012 | België                   | Bastenaken          |
| 12 | 01-07-2012 | Zweden                   | Uddevalla           |
| 13 | 19-08-2012 | Groot-Brittannië         | Matterley Basin     |
| 14 | 23-09-2012 | Duitsland                | Teutschenthal       |